# Bergerud (Eda)
Bergerud ist ein Weiler in der Gemeinde Eda in Värmlands län, Schweden. Bergerud liegt circa 20 km westlich vom Hauptort der Gemeinde Charlottenberg entfernt.
Der Ort liegt circa 4 km von der Grenze zu Norwegen entfernt. Am Ostrand von Bergerud befindet sich der Askesjön. Der Ort liegt in hügeliger, waldreicher Landschaft. In der näheren Umgebung befinden sich zahlreiche Seen und Teiche sowie Sumpfgebiete. Durch den Ort führt der Länsväg S 628.